# Сос (коммуна)
Сос (фр. Sausses, окс. Saussas) — коммуна во Франции, находится в регионе Прованс — Альпы — Лазурный Берег. Департамент коммуны — Альпы Верхнего Прованса. Входит в состав кантона Антрево. Округ коммуны — Кастелан.
Код INSEE коммуны — 04202.
Впервые упоминается в уставах 1200 года.

## Население
Население коммуны на 2008 год составляло 108 человек.
| 1962 | 1968 | 1975 | 1982 | 1990 | 1999 | 2008 |
| ---- | ---- | ---- | ---- | ---- | ---- | ---- |
| 76   | 71   | 33   | 79   | 65   | 65   | 108  |

## Экономика
В 2007 году среди 61 человека в трудоспособном возрасте (15—64 лет) 42 были экономически активными, 19 — неактивными (показатель активности — 68,9 %, в 1999 году было 62,8 %). Из 42 активных работали 38 человек (23 мужчины и 15 женщин), безработных было 4 (2 мужчин и 2 женщины). Среди 19 неактивных 1 человек был учеником или студентом, 15 — пенсионерами, 3 были неактивными по другим причинам.

## Достопримечательности
- «Замок», или благородный дом (XVII век)
- Приходская церковь Сен-Пьер, построена в романском стиле в 1807 году на месте старой часовни
- Бывшая приходская церковь Нотр-Дам, была восстановлена в конце XIX веке